# Gårdveda kyrkobokföringsdistrikt
Gårdveda kyrkobokföringsdistrikt var ett kyrkobokföringsdistrikt (ofta förkortat kbfd) i Målilla med Gårdveda församling i Linköpings stift. Dessa distrikt utgjorde delar av en församling i Sverige som i folkbokföringshänseende var likställd med en församling. Distriktet bildades den 1 januari 1937 när Målilla med Gårdveda församling delades upp på två kyrkobokföringsdistrikt (Gårdveda och Målilla) och upplöstes den 1 januari 1962 då Målilla med Gårdveda församlings uppdelning på kyrkobokföringsdistrikt upphörde.
Gårdveda kyrkobokföringsdistrikt hade enligt Skatteverket församlingskoden 086000. Enligt SCB var koden 081702.

## Areal
Gårdveda kyrkobokföringsdistrikt omfattade den 1 januari 1941 en areal av 57,96 kvadratkilometer land. Efter nymätningar och arealberäkningar färdiga den 1 januari 1946 omfattade distriktet samma datum en areal av 67,37 km², varav 62,41 km² land.